# Mambou Aimée Gnali
Mambou Aimée Gnali (ur. 18 października 1935 w Brazzaville) – kongijska polityczka. Jedna z trzech pierwszych kobiet (wspólnie z Micheline Golengo oraz Pierrette Kombo) wybranych do Zgromadzenia Narodowego Kongo oraz ministra kultury i sztuki w latach 1999–2002.

## Życiorys

### Młodość, edukacja i kariera zawodowa
Gnali urodziła się 18 października 1935 w Brazzaville w Kongu Francuskim. Wraz z ojcem przeprowadziła się do Nkayi. Należy do grupy etnicznej Lari.
Pierwsze dwa lata szkoły ukończyła w Pointe-Noire. Kontynuowała naukę w szkole prowadzonej przez siostry Józefitki z Cluny w Brazzaville. W 1947, za radą jej wuja, wraz z siostrą przeniosła się do szkoły średniej w Orleanie. Rok później dołączył do nich jeden z ich braci. W drugiej klasie została wydalona ze szkoły ze względu na swój buntowniczy temperament. Powróciła do Konga w marcu 1952 roku, gdzie ukończyła szkołę Savorgan de Brazza. Została pierwszą osobą pochodzącą z Francuskiej Afryki Równikowej, która zdobyła baccalauréat. Kontynuowała naukę w Lycée Fénelon w Paryżu. Studiowała literaturę współczesną na Sorbonie.
Powróciła do Kongo we wrześniu 1963 roku, zaledwie miesiąc po wydarzeniach Trois Glorieuses. Po powrocie do kraju pracowała jako nauczycielka w szkole średniej Victora Augagneura w Pointe-Noire do momentu wyboru na członkinię Zgromadzenia Narodowego Kongo. W 1971 roku rozpoczęła pracę w UNESCO w Paryżu, gdzie odpowiadała za wsparcie edukacyjne w Kamerunie, Czadzie, Maroku i Somalii. Później pracowała również nad wsparciem praw kobiet w Burkina Faso.

### Działalność polityczna
Podczas studiów w Paryżu dołączyła do Fédération des étudiants d'Afrique noire en France (FEANF). W 1960 pełniła funkcję wiceprzewodniczącej ds. spraw kulturalnych komitetu wykonawczego FEANF.
Z powodzeniem wystartowała w wyborach parlamentarnych w Kongu w 1963 roku do Zgromadzenia Narodowego Kongo. Funkcję tę pełniła do rozwiązania parlamentu w 1968 roku. Wspólnie z Micheline Golengo oraz Pierrette Kombo zostały pierwszymi kobietami wybranymi do parlamentu kraju. Według źródeł złożyła wcześniej rezygnację, jednak jej wniosek nigdy nie doczekał się odpowiedzi. W latach 1968–1969 została powołana na stanowisko directrice générale, odpowiadała za edukację.
W 1992 roku została wybrana burmistrzynią Pointe-Noire. W 1997, po zakończeniu I wojny domowej w Kongu, prezydent Konga Denis Sassou-Nguesso mianował ją ministrą kultury w swojej administracji. Funkcję tę pełniła do 2002 roku. Według niektórych źródeł pełniła tę funkcję od 1999 roku do sierpnia 2003 roku.

### Pozostała działalność
W 2001 roku wydała autobiografię. W 2007 roku założyła partię polityczną Parti pour l’alternance démocratique (PAD). Pełniła funkcję sekretarz generalnej organizacji. Wspierała prawa kobiet, przewodniczyła jednej organizacji poświęconej temu celowi, która została zamknięta podczas wojen domowych w Kongu.

### Życie prywatne
Przodkowie ze strony ojca, Mapako Hervé Gnaliego, byli założycielami królestwa Loango. Jej wujem był Jean Félix-Tchicaya, członek Zgromadzenia Narodowego Francji z Gabonu i Konga.